# Healy Hall
Healy Hall é a maior construção no campus da Universidade de Georgetown, em Washington, D.C. Faz parte do Registro Nacional de Lugares Históricos desde 1971, sendo um Marco Histórico Nacional desde 1987. Construído em estilo românico pelos arquitetos J.L. Smithmeyer e Paul J. Pelz (os mesmos da Biblioteca do Congresso), o Healy Hall abriga o escritório do reitor, o Centro Nacional de bioética e o Instituto Kennedy de Ética, entre outros. 

## O relógio
Os ponteiros do relógio são constantemente furtados pelos próprios alunos, numa tradição de enviá-los ao Vaticano, já que esta é uma universidade católica.  